# Atletismo nos Jogos Pan-Americanos de 1991 - Salto triplo masculino
A prova do salto triplo masculino nos Jogos Pan-Americanos de 1991 foi realizada em 10 de agosto em Havana, Cuba.

## Medalhistas
| Ouro                    | Prata                   | Bronze                       |
| Yoelbi Quesada CUB Cuba | Anísio Silva BRA Brasil | Wendell Lawrence BAH Bahamas |

### Final
| Posição           | Nome               | Nacionalidade      | Marca | Notas |
| ----------------- | ------------------ | ------------------ | ----- | ----- |
| Medalha de ouro   | Yoelbi Quesada     | CUB Cuba           | 17.06 |       |
| Medalha de prata  | Anísio Silva       | BRA Brasil         | 16.72 |       |
| Medalha de bronze | Wendell Lawrence   | BAH Bahamas        | 16.69 |       |
| 4                 | Ray Kimble         | USA Estados Unidos | 16.44 |       |
| 5                 | Brian Wellman      | BER Bermudas       | 16.40 |       |
| 6                 | Robert Cannon      | USA Estados Unidos | 15.96 |       |
| 7                 | Oral Ogilvie       | CAN Canadá         | 14.93 |       |
| 8                 | Gregorio Hernández | CUB Cuba           | 14.89 |       |